# روبرت ويليام رايت
روبرت ويليام رايت (بالإنجليزية: Robert William Wright)‏ هو صحفي وقاضي أمريكي، ولد في 22 فبراير 1816 في Ludlow, Vermont ‏، وتوفي في 9 يناير 1885 في كليفلاند في الولايات المتحدة.